# Brad Treliving
Brad Treliving, född 18 augusti 1969, är en kanadensisk idrottsledare, befattningshavare och före detta professionell ishockeyback. Han är general manager för Toronto Maple Leafs i National Hockey League (NHL) sedan den 31 maj 2023.
Han spelade fem säsonger som proffs och spelade i New Haven Senators och Prince Edward Island Senators i American Hockey League (AHL); Indianapolis Ice i International Hockey League (IHL) samt Winston-Salem Thunderbirds, Greensboro Monarchs, Columbus Chill, Louisville Icehawks och Charlotte Checkers i East Coast Hockey League (ECHL). Innan dess spelade han för juniorlagen Portland Winter Hawks, Brandon Wheat Kings, Spokane Chiefs och Regina Pats i Western Hockey League (WHL).
Treliving avslutade sin spelarkarriär 1995 och 2002 blev han utsedd som general manager för San Antonio Rampage i AHL. Tre år senare blev Rampage exklusivt farmarlag till Phoenix Coyotes, och två år senare utsåg Coyotes Treliving till deras assisterande general manager samtidigt som han stannade kvar som general manager för Rampage. 2011 beslutade Coyotes att avbryta samarbetet med Rampage och etablera ett med Portland Pirates, Treliving blev då general manager för Pirates. Den 28 april 2014 utsågs Treliving till ny general manager för Calgary Flames. Han har även arbetat inom det kanadensiska herrlandslaget, där han var assisterande general manager vid världsmästerskapet i ishockey för herrar 2014 och delad general manager, tillsammans med George McPhee, vid världsmästerskapet i ishockey för herrar 2016, där Kanada lyckades vinna guldmedalj.

## Statistik
| 1985–1986   | South Delta Storm             |             | 55  | 38 | 48 | 86  | 65  | — | — | — | — | —  |
| 1986–1987   | Penticton Knights             | BCJHL       | 46  | 5  | 8  | 13  | 78  | — | — | — | — | —  |
| 1987–1988   | Portland Winter Hawks         | WHL         | 15  | 0  | 5  | 5   | 17  | — | — | — | — | —  |
|             | Brandon Wheat Kings           | WHL         | 37  | 6  | 10 | 16  | 20  | 4 | 0 | 0 | 0 | 0  |
| 1988–1989   | Penticton Knights             | BCJHL       | 11  | 0  | 4  | 4   | 71  | — | — | — | — | —  |
|             | Spokane Chiefs                | WHL         | 3   | 0  | 0  | 0   | 8   | — | — | — | — | —  |
|             | Regina Pats                   | WHL         | 10  | 0  | 1  | 1   | 26  | — | — | — | — | —  |
| 1989–1990   | Ladner Penguins               | BCJHL       | 33  | 2  | 11 | 13  | 112 | — | — | — | — | —  |
| 1990–1991   | Winston-Salem Thunderbirds    | ECHL        | 33  | 1  | 10 | 11  | 72  |   |   |   |   |    |
|             | Greensboro Monarchs           | ECHL        | 4   | 0  | 2  | 2   | 31  | — | — | — | — | —  |
| 1991–1992   | Indianapolis Ice              | IHL         | 14  | 1  | 0  | 1   | 13  | — | — | — | — | —  |
|             | Columbus Chill                | ECHL        | 49  | 4  | 25 | 29  | 170 | — | — | — | — | —  |
| 1992–1993   | New Haven Senators            | AHL         | 8   | 0  | 1  | 1   | 6   | — | — | — | — | —  |
|             | Columbus Chill                | ECHL        | 56  | 3  | 14 | 17  | 234 | — | — | — | — | —  |
| 1993–1994   | Louisville Icehawks           | ECHL        | 37  | 2  | 17 | 19  | 185 | 6 | 0 | 1 | 1 | 47 |
|             | Prince Edward Island Senators | AHL         | 7   | 0  | 0  | 0   | 14  | — | — | — | — | —  |
|             | Charlotte Checkers            | ECHL        | 6   | 0  | 1  | 1   | 12  | — | — | — | — | —  |
| 1994–1995   | Columbus Chill                | ECHL        | 58  | 7  | 16 | 23  | 107 | 3 | 0 | 0 | 0 | 14 |
| AHL totalt  | AHL totalt                    | AHL totalt  | 15  | 0  | 1  | 1   | 20  | — | — | — | — | —  |
| ECHL totalt | ECHL totalt                   | ECHL totalt | 243 | 17 | 85 | 102 | 811 | 9 | 0 | 1 | 1 | 61 |
| WHL totalt  | WHL totalt                    | WHL totalt  | 65  | 6  | 16 | 22  | 71  | 4 | 0 | 0 | 0 | 0  |